# Zblazneli
Zblazneli (izviren angleški naslov: Crazies) je ameriška znanstveno fantastična grozljivka iz leta 2010, delo režiserja Brecka Eisnerja. Scenarista filma sta Scott Kosar in Ray Wrightt. Film je remake na istoimenski film iz leta 1973, režiran strani Georga A. Romera. 
V Zblaznelih igrata Timothy Olyphant in Radha Mitchell. Zgodba se dogaja v izmišljenem mestecu Ogden Marsh, Pierce Country v Iowi, v ''najprijaznejšem kraju na svetu'', kjer postane pitna voda okužena z virusom ''Trixie''. Po inkubacijski dobi, ki traja 48 ur, virus spremeni duševno stanje okuženih. Ti postanejo agresivni in krvoželjni do vseh družin in sosedov, ki jih ne marajo.
Film je bil izdan 26. februarja 2010 in je prejel pozitivne kritike, ter dokaj dober zaslužek.

## Vsebina
V mestecu Ogden Marsh v Iowi, lokalni šerif David Dutten (Timothy Olyphant), skupaj z ostalimi prebivalci uživa na bejzbolski tekmi, katero naenkrat prekine Rory Hamill, ki vstopi na igrišče s puško. David, ki pozna Roryevo zgodovino alkoholizma, ga je nazadnje prisiljen ubiti. David in njegova žena Judy (Radha Mitchell), ki je lokalna zdravnica, začneta opažati nenavadno obnašanje prebivalcev. Naslednjo noč lokalni kmet zažgi svojo hišo v kateri sta njegova žena in sin. Ko prispejo gasilci ga najdejo kako kosi travo, medtem ko njegova hiša gori. 
Ko v močvirju najdejo pilotovo truplo, začne David s svojim namestnikom Russelom Clankom (Joe Anderson), raziskovati dogodke. Odkrijeta, da je vojaško letalo strmoglavilo v reko pred nekaj dnevi in tako onesnažilo pitno vodo. Ker sumi, da je to vir čudnega obnašanja prebivalcev, David zapre izvir pitne vode.
Kmalu zatem, so vse komunikacijske naprave v mestu onemogočene in tja prispe vojska, ki prebivalce odpelje v karanteno v srednjo šolo. Vse prebivalce pregledajo, če so okuženi. Judy določijo za okuženo in jo zato ločijo od Davida. Judy jim pojasni svojo vročino zaradi nosečnosti, vendar je ne poslušajo. Vojska tako loči okužene prebivalce od zdravih in slednje začne evakuirati. Judy se zbudi privezana na posteljo, kjer v sobi začne zblazneli ravnatelj šole ubijati pacienta enega za drugim. David in Russel jo pravi čas rešita in zraven vzameta še medicinsko sestro Becco (Danielle Panabaker). 
Ker ne najdejo nobenega delujočega vozila, se četverica odpravi iz mesta peš.Obiščejo Beccinega fanta Scottya, na njegovi kmetiji. Vojaki nato vdrejo na kmetijo in ubijejo Scottya in njegovo mamo, ter zažgejo trupla. Tako izvejo, da ima vojska ukaze, da mora ubiti vse prebivalce, ki kažejo znake okužbe. Skupina nato popravi star avto v Davidovi garaži, vendar jim zasedo pripravi okužena Roryeva družina. Po spopadu, Russel nekajkrat v besu ustreli okužene. To zelo pretrese Judy, ki meni da je Russel podlegel okužbi in zblaznel. Na cesti opazijo helikopter, zato se skrijejo v avtopralnico. Okuženi tamkajšnji zaposleni jih napadejo in ubijejo Becco. Ostali ji medtem skušajo pomagat, vendar helikoper kmalu zatem razstreli avto. 
Skupina nato zajame enega izmed vojaških voznikov, ki jim razloži, da je strmoglavljeno letalo vsebovalo biološko orožje, virus ''Trixie'', katerega je vojska želela uničiti v Teksasu, vendar je nato letalo strmoglavilo. Zblaznel Russel ubije voznika in začne groziti Davidu in Judy. Ko končno pride k sebi se zave, da je okužen. Kasneje se žrtvuje in tako zamoti cestno zaporo vojske, da jo lahko David in Judy prečkata. 
David in Judy nato hitro ugotovita, da je vojska ubila tudi tiste, ki so bili evakuirani. Par pobegne s tovornjakom in je priča velikanski eksploziji mesteca. Ker jima ta uniči tovornjak, pot nadaljujeta peš proti Cedar Rapidsu. Vojaški satelit nato pokaže Cedar Rapids in ga označi kot možnost nove okužbe.
V odjavni špici, novinar poroča o dogodkih v Ogden Marshu in pojavijo se novi okuženi s Trixie virusom.

## Igralci
- Timothy Olyphant kot David Dutten
- Radha Mitchell kot Judy Dutten
- Joe Anderson kot Russell Clank
- Danielle Panabaker kot Becca
- Christie Lynn Smith kot Deardra Farnum
- Brett Rickaby kot Bill Farnum
- Preston Bailey kot Nicholas
- John Aylward kot major Hobbs
- Joe Reegan kot vojak Billy Babcock
- Larry Cedar kot Ben Sandborn
- Gregory Sporleder kot Travis Quinn
- Mike Hickman kot Rory Hamill
- Lisa K. Wyatt kot Peggy Hamill
- Justin Welborn kot Curt Hamill
- Chet Grissom kot Kevin Miller
- Tahmus Rounds kot Nathan
- Brett Wagner kot Jesse
- Alex Van kot Red
- Anthony Winters kot mestni duhovnik
- Frank Hoyt Taylor kot Mortician Charles Finley
- Justin Miles kot Scotty McGregor
- Marian Green kot ga. McGregor
- E. Roger Mitchell kot Tom
- Wilbur Fitzgerald kot neuravnovešen mož
- Bruce Aune kot napovedovalec poročil